# Christophe Saliceti
Antoine Christophe Saliceti o Salicetti (Saliceto, Alta Còrsega, 26 d'agost 1757 - Nàpols, 23 de desembre 1809) fou un revolucionari francès.
D'una família corsa originària de Piacenza, estudià dret a la Toscana i exercí com a advocat de l'Alt Consell de Bastia a Còrsega. Fou elegit diputat del Tercer Estat als Estats Generals de 1789, que va votar el 30 de novembre de 1789 la integració de Còrsega al regne de França, i obligant Pascal Paoli a exiliar-se a Anglaterra.
Reelegit a la Convenció pel departament de Còrsega (1792), va seure al costat dels Montagnards. Va votar a favor de la pena de mort de Lluís XVI de França. Fou enviat a Còrsega per a arresta Pascal Paoli, considerat massa autònom per la Convenció. Però hagué de replegar-se a la Provença el 1793, on va fer nomenar el seu paisà Napoleó Bonaparte comandant d'artilleria a l'exèrcit que assetjava Toló i a ajudar la repressió d'una revolta a Marsella.
A la caiguda del seu amic Robespierre, el 9 de termidor, Saliceti fou denunciat, però el salvà l'amnistia de l'any IV.

## Sota elDirectori francèsi elPrimer Imperi francès
Pel gener de 1796 fou nomenat comissari de l'exèrcit d'Itàlia, on jugà un rol força important al costat de Napoleó Bonaparte. Va contribuir, l'octubre de 1797, a la reconquesta de Còrsega i a la reorganització dels dos departaments en què fou dividida l'illa, i va donar suport al rebel sard Giovanni Maria Angioy. Fou elegit diputat al Consell dels Cinc-Cents. El 1798 fou enviat en missió a la República Ligur (Gènova). Fou hostil al Cop d'Estat del 18 de brumari any VIII (9 de novembre de 1799), però tot i així Napoleó l'envià com a representant de França a Lucca (1801-1802) i a Gènova (1805) on va fer votar l'annexió de la Ligúria a França.
El 1806 va acompanyar a Nàpols el nou rei Josep Bonaparte, que el nomenà ministre de la policia el 22 de febrer de 1806. El 15 d'abril de 1807 fou nomenat ministre de guerra. El gener de 1808 va sobreviure a una explosió a casa seva provocada per una cèl·lula borbonista dirigida pel príncep de Canosa, comandant sicilià a l'illa de Ponza.
Confirmat pel nou rei Joaquim Murat, l'octubre de 1808 va organitzar la presa de l'illa de Capri amb una xarxa d'agents secrets i contrabandistes corsos (com Antoine Suzarelli). El 20 de gener de 1809 va dimitir del ministeri de guerra per ordre de Napoleó, qui tenia una altra missió per a ell. Fou enviat a Roma com a president de la comissió de la reforma administrativa dels territoris ex-pontificals annexats al Gran Imperi, i el juny tornà a Nàpols, amenaçat per l'expedició anglosiciliana d'Ischia i Procida. Va morir en estranyes circumstàncies (s'afirmà, tot i que sense proves, que fou assassinat pel prefecte de la policia, el ligur Antonio Maghella), el 23 de desembre de 1809.